# Трново об Сочи
Трново об Сочи (словен. Trnovo ob Soči, итал. Ternova d'Isonzo) је насељено место у општини Кобарид, Горишка регија, Словенија.

## Историја
До територијалне реорганизације у Словенији било је у саставу старе општине Толмин.

## Становништво
У попису становништва из 2011. године, Трново об Сочи је имало 138 становника.
| Број становника према пописима | Број становника према пописима | Број становника према пописима |
| ------------------------------ | ------------------------------ | ------------------------------ |
| 1991                           | 2002                           | 2011                           |
| 177                            | 143                            | 138                            |

Напомена: До 1955. исказивано под именом Трново.

## Галерија
- мост преко Соче
- Соча, кајаци